# ساشا کولبی
ساشا کولبی (به انگلیسی: Sasha Colby) (زاده ۲۶ ژوئیهٔ ۱۹۸۴) زن‌پوش آمریکایی است.
او یک زن ترنس است.